# Michal Mravec
Michal Mravec (Žilina, 10 juni 1987) is een Slowaaks voetballer die sinds 2015 speelt voor Atlanta Silverbacks.

## Carrière
Mravec speelde in zijn jeugdjaren bij MŠK Žilina en in de Verenigde Staten voor de Redwings Soccer Club. Hierna speelde hij voor het team van de University of Alabama at Birmingham (UAB), de UAB Blazers, waar hij driemaal tot All-Conference honoree gekozen werd. Begin 2011 werd hij in de derde ronde van de MLS Supplemental Draft als 46ste gekozen door Sporting Kansas City. Daar speelde hij alleen in vriendschappelijke wedstrijden en zijn contract werd in april weer ontbonden.
Na een proefperiode tekende de geboren Slowaak een tweejarig contract bij FC Emmen, waar hij op 5 augustus 2011 in en tegen Eindhoven (3-0 verlies) zijn debuut in het betaald voetbal maakte. In januari 2013 stapte hij over naar zijn jeugdclub MŠK Žilina.

## Statistieken
| Seizoen | Club                  | Competitie                   | Wedstrijden | Doelpunten |
| ------- | --------------------- | ---------------------------- | ----------- | ---------- |
| 2011/12 | FC Emmen              | Eerste divisie               | 17          | 0          |
| 2012/13 | FC Emmen              | Eerste divisie               | 1           | 0          |
| 2013    | MŠK Žilina            | Corgoň Liga                  | 19          | 0          |
| 2014    | Podbeskidzie          | Ekstraklasa                  | 1           | 0          |
| 2015    | Atlanta Silverbacks   | North American Soccer League | 19          | 1          |
| 2016    | Rovaniemen Palloseura | Veikkausliiga                | 17          | 2          |
| 2017    | Kokkolan Pallo-Veikot | Ykkönen                      | 22          | 1          |
| 2018    | MFK Frydek-Mistek     | Fotbalová národní liga       | 6           | 0          |
| Totaal  | Totaal                | Totaal                       | 102         | 4          |